# Eberhard Werner Happel
Eberhard Werner Happel (Kirchhain, 1647. augusztus 12. – Hamburg, 1690. május 15.) német író, a 17. század utolsó évtizedeinek egyik népszerű regény- és történetírója.

## Életútja
Evangélikus lelkész családjában született. A marburgi egyetemen foglalkozott mennyiségtannal és orvostudománnyal, majd jogi tanulmányokat folytatott, de oklevelet nem szerzett. Egyetemi tanulmányai befejeztével szülőföldjén, Magdeburgban, Harburgban és utoljára Hamburgban nevelősködött három évig, ahol meg is nősült és írással kereste kenyerét. 1673-ban Kielbe költözött, ott jogi és mennyiségtani órák adásával tartotta fönn magát. 1674–1679 között hivatalnok volt Holsteinben, egyébként csak az írásnak élt. Életrajzi adatai Teutscher Karl című regényéből valók, melyben „Kirchberg” név alatt önéletrajzi vázlatot is adott.

## Írói munkássága
Rendkívül termékeny író volt. Regényeibe korának történeti és földrajzi ismereteit nagy terjedelemben és szakszerű szárazsággal igyekezett belesűríteni. Irodalmi szempontból művei élvezhetetlenek, de kortörténeti vonatkozásban anyagai értékesek. Kalandos és fantasztikus elemeket kever össze, ezekből alkotja regényeit. A cselekmény színhelye többnyire Törökország, Ázsia, Afrika. Meséjük egyforma szálakból van szőve: a nemes, szenvedő hercegnőből, a vitéz és szép lovagból, aki számtalan veszélybe keveredik, melyekből a férfiruhában, amazonként szereplő hercegnő vagy inasa kiszabadítja. Az inas Happel regényeinek legderekabb alakja, a regények komikus elemének képviselője.  Regényalakjai rendkívül tudós emberek, akik a történelmi, földrajzi, néprajzi ismeretekkel csak úgy dobálóznak. Művelődéstörténeti szempontból legjobb műve: Der Academische Roman (1690), mely a korabeli egyetemi életet talán túlozva, de tanulságosan rajzolja, és önéletrajzi anyaga is van.
Magyar szempontból különösen fontos regénye: Der Ungarische Kriegsroman (1685, hat kötet). Az 1683. évi török háború elbeszélése kapcsán Magyarország és Törökország leírása, a magyar és a török viszonyok rajza. Hosszú időn át ez volt Németországban az ismeretek tára, ha valamit Magyarországról akartak tudni. Az olyan nézetek, mint pl.: a „hungar” név a „hunn” és „avar” összeolvadása; Magyarország nem önálló állam, hanem Osztrákország provinciája; a magyar föld tejjel-mézzel folyó Kánaán, stb. – e munka nyomán kaptak lábra.
Történelmi műveiben hibái megismétlődnek: tények és adatok összehordása, nevek és évszámok jegyzéke, adomagyűjtemény, önálló világnézet és szellemi középpont nélkül. Ezek között legértékesebb a Relationes curiosae c. munkája, az összegyűjtött adatok gazdagsága miatt.

## Regényei
- Der asiatische Onogambo, melynek főhőse Xunchius, a hatalmas kínai császár, ki mint kóborló lovag bekalandozza Ázsiát; ezzel kapcsolatban tartalmazza a regény Ázsiának és más országoknak egyetemes nép- és földrajzát, a császár és mások szerelmi históriáját. Hamburg, 1673
- Europäischer Toroan. Európa összes államának leírása, gáláns keresztyén-török hősi és szerelmi históriával. Hamburg, 1676 és 1709
- Christlicher Potentaten-Roman. Foglalkozik az 1671–1679. évek történetével, különösen háborúival. (Idegen nyelvre is lefordították.) E mű sikere bátorította Happelt – mint maga írja – a „Magyar hadi román” megírására. Hamburg, 1681
- Insulanischer Mandorell, vagyis a Föld összes szigeteinek leírása. Ebben fordul elő a spanyol Serrano története, mely a robinsonádok előfutárának tekinthető. Hamburg. 1682. (Goedeke) és 1688 (Menzel)
- Der ungarische Kriegsroman. 1685–97. Ulm és 1687
- Der italienische Spinelli, ún. európai történeti regény az 1685. évre. Ulm. 1685. IV.
- Der spanische Quintana az 1686. évre. Ulm. 1686. IV.
- Der französische Cormantin az 1687. évre. Ulm. 1687. IV.
- Der ottomanische Bajazet az 1688. évre. Ulm. 1688
- Teutscher Karl az 1689. évre. Ulm. 1690. IV.
- Afrikanischer Tarnolas. Ulm. 1689
- Der akademische Roman, melyben a szerző saját egyetemi életét is ecseteli. Az első e nemű regény a német irodalomban, mely számos utánzóra talált. Ulm. 1690. II.

## Történeti művei
- Historia moderna Europæ, tárgyalja az 1648–1671 között terjedő korszak történetét
- Thesaurus Exoticorum
- Türkischer Estats- und Kriegs-Bericht
- Mundus mirabilis tripartitus
- Grösste Denkwürdigkeiten der Welt oder so genannte Relationes curiosæe
- Ehrensäule christlicher hoher Alliirten oder historische Beschreibung des jetzigen Türkenkrieges
- Fortuna Britannica
- Fluth-Chronik
- Kern Chronik bis, 1689

Kiváló érdemet szerzett Valerius Maximus élvezhető lefordításával (Hamburg, 1676)